# Guang Weiran
Guang Weiran (en mandarin : 光未然 ; pinyin : Guāng Wèirán), est un poète et militaire chinois, né le 1er novembre 1913 et mort le 28 janvier 2002. Il est principalement connu pour avoir écrit le poème qui a inspiré la cantate du Fleuve Jaune.

## Biographie
Guang nait sous le nom Zhang Guangnian (张光年) à Laohekou, dans la province du Hubei. 
Encore jeune adolescent, il abandonna ses études secondaires pour participer à la guerre civile chinoise vers le milieu des années 1920. Il rejoint le Parti communiste chinois en 1929; puis s'inscrit ensuite à l'université de Wuchang.
C'est l'invasion de la Chine par le Japon en 1939 (lors de la seconde guerre sino-japonaise) qui lui inspire d'écrire ouvertement des textes nationalistes. En janvier 1939, il est mobilisé à Yan'an, où il compose le texte chant du Fleuve Jaune. On raconte qu'alors qu'il menait ses troupes au combat, il tomba de cheval et se fractura le bras gauche, ce qui lui donna le temps d'écrire le poème. En voyageant dans les provinces, il vit des pêcheurs chanter des chansons (et textes) populaires qui l'ont également inspiré pour écrire le poème. 
La Cantate du Fleuve Jaune est créée en mai 1939 à Yan'an, avec un orchestre assemblé avec les moyens du bord, après avoir été composée par Xian Xinghai; puis l'œuvre se répand dans tout le pays. 
En 1940, Guang se rend à Chongqing, où il compose le long poème narratif Qu Yuan ; puis en 1941, il se rend en Birmanie après l'incident du Anhui du Sud. En 1942, il retourne au Yunnan; en octobre 1945, il quitte Kunming ; en 1946, il pénètre dans les régions libérées de la Chine du Nord par Beiping, et enseigne à l'Université du Nord et à l'Université de Chine du Nord.
Avec la Révolution populaire et depuis les années 1940, son influence grandit progressivement dans tout le pays pour devenir une figure majeure de la littérature chinoise du XXe siècle. En 1977, il devint le rédacteur en chef de 人民文学 (Littérature populaire), le premier magazine qui fut créé en Chine communiste. 
Il fut plus tard membre du Comité consultatif du Comité central du PCC et vice-président honoraire de l'Association des écrivains chinois. 
Il mourut en 2002 à l'âge de 89 ans. Ses cendres furent dispersées dans le fleuve Jaune le 25 juillet 2003 dans la ville de Jishi, dans le comté de Zhuanhua, dans la province de Qinghai.

## Littérature
Un livre-BD de Ange Zhang lui est dédié : A song for China : how my father wrote Yellow River cantata (2019) Toronto ; Berkeley : Groundwood Books / House of Anansi Press.